# John Duigan
John Duigan (* 19. Juni 1949 in Hartley Wintney, England) ist ein australischer Regisseur und Drehbuchautor.

## Leben
Duigans Vater war gebürtiger Australier und 1961 emigrierte John Duigan nach Australien. Er verfasst die Drehbücher zu seinen Filmen stets selbst. Sein Debüt als Regisseur gab er 1975 mit The Firm Man, 1971 schrieb er sein erstes Drehbuch für den Film Bonjour Balwyn. Für das Filmdrama Mouth to Mouth (1978) wurde er in zwei Kategorien für den Australian Film Institute Award nominiert. Im Jahr 1981 folgten zwei Nominierungen für den gleichen Preis für Der Winter unserer Träume (1981); 1987 erhielt er den AFI Award sowohl als Regisseur wie auch als Drehbuchautor für Das Jahr meiner ersten Liebe (1987). Der Winter unserer Träume brachte Duigan außerdem 1983 eine Preisnominierung auf dem Internationalen Filmfestival Moskau.
Das Filmdrama Lawn Dogs – Heimliche Freunde (1997) mit Mischa Barton brachte ihm die Publikumspreise des Stockholm International Film Festival und des Athens International Film Festivals sowie je eine Preisnominierung auf dem Sitges Festival Internacional de Cinema de Catalunya, dem World Film Festival und dem italienischen Fantafestival. Er gewann 1998 für diesen Film den Golden Raven des Brussels International Fantastic Film Festivals und wurde für den Grand Prize of European Fantasy Film in Silver des Festivals nominiert. Das Filmdrama Head in the Clouds (2004) mit Charlize Theron, Penélope Cruz und Stuart Townsend brachte ihm 2005 auf dem Film Festival Internazionale di Milano einen Preis in der Kategorie Bester Film.
Gelegentlich tritt John Duigan auch als Schauspieler in kleinen Rollen in Erscheinung.

## Filmografie (Auswahl)
- 1978: Mouth to Mouth
- 1981: Der Winter unserer Träume (Winter of Our Dreams)
- 1984: Die letzte Nacht (One Night Stand)
- 1987: Das Jahr meiner ersten Liebe (The Year My Voice Broke)
- 1987: Vietnam (TV-Miniserie)
- 1989: Romero
- 1991: Flirting – Spiel mit der Liebe
- 1993: Sargasso Sea – Im Meer der Leidenschaft (Wide Sargasso Sea)
- 1994: Verführung der Sirenen (Sirens)
- 1995: Weg der Träume (The Journey of August King)
- 1996: Die Stunde des Verführers (The Leading Man)
- 1997: Lawn Dogs – Heimliche Freunde (Lawn Dogs)
- 1999: Molly
- 2000: Paranoid – 48 Stunden in seiner Gewalt (Paranoid)
- 2001: Das B-Team: Beschränkt und auf Bewährung (The Parole Officer)
- 2004: Head in the Clouds
- 2011: The Engagement
- 2012: Careless Love